# Ломня (река)
Ломня — река в России, протекает в Сокольском районе Нижегородской области. Река впадает в Горьковское водохранилище в 2362 км по правому берегу от устья реки Волги. Длина реки составляет 14 км.
Река начинается в черте деревни Корчагово в 19 км к северо-востоку от посёлка Сокольское. Течёт на запад, протекает деревни Корчагово, Починок, Баево, Свищево, Содомово, Пушкарёво, Сорокопудово. Крупнейший приток — Мостовица (правый). Впадает в Горьковское водохранилище у деревни Покров-Валы. Последние два километра течения образуют вытянутый залив водохранилища.

## Данные водного реестра
По данным государственного водного реестра России относится к Верхневолжскому бассейновому округу, водохозяйственный участок реки — Волга от города Кострома до Горьковского гидроузла (Горьковское водохранилище), без реки Унжа, речной подбассейн реки — Волга ниже Рыбинского водохранилища до впадения Оки. Речной бассейн реки — (Верхняя) Волга до Куйбышевского водохранилища (без бассейна Оки).
По данным геоинформационной системы водохозяйственного районирования территории РФ, подготовленной Федеральным агентством водных ресурсов:
- Код водного объекта в государственном водном реестре — 08010300412110000016910
- Код по гидрологической изученности (ГИ) — 110001691
- Код бассейна — 08.01.03.004
- Номер тома по ГИ — 10
- Выпуск по ГИ — 0